# Fosfatídeo
Fosfatídeos são substâncias bioquímicas constituídas por uma mistura de ésteres de ácidos graxos, ácido fosfórico e aminoglicol. São glicerídeos complexos que contém duas moléculas de ácidos graxos e uma de ácido fosfórico, e a este radical fosfato são ligados radicais de outros compostos.

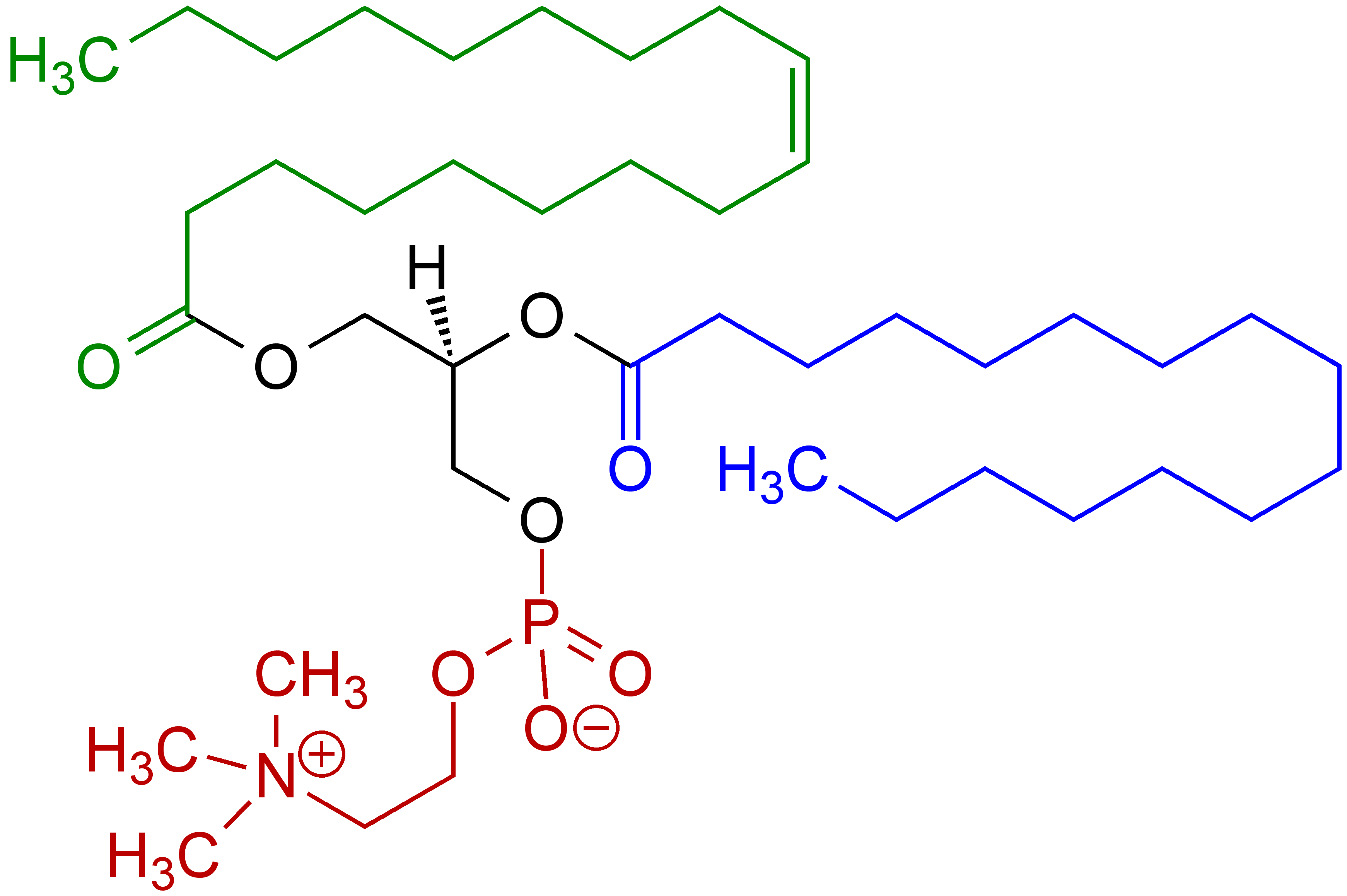
Exemplo de um fosfatídeo: os dois ácidos graxos ligados ao glicerol (em preto) são o ácido oleico (em verde) e o ácido palmítico (em azul), e o outro álcool ligado ao fosfato é a colina (em vermelho)

Um triglicerídeo é um éster do glicerol, em que ligam-se ao glicerol três ácidos graxos. Em um fosfatídeo, em vez de um dos três ácidos graxos, quem se liga ao glicerol é um fosfato. Eles são lipídios polares, onde ao glicerol se ligam duas cadeias apolares e hidrofóbicas, dos ácidos graxos, e uma parte polar, baseada no ácido fosfórico. Os fosfatídeos são diésteres do ácido fosfórico, em que o ácido se liga, de um lado, ao diacilglicerol (ou seja, o glicerol, e este ligado a dois ácidos graxos) e do outro lado a outro álcool, como a colina ou a etanolamina.

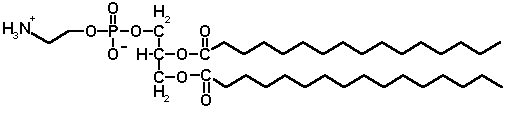
Outro fosfatídeo: os dois ácidos graxos são o ácido palmítico, e o outro álcool ligado ao fosfato é a etanolamina.

Os fosfatídeos variam em composição dependendo dos tipos de ácidos graxos ligados ao glicerol. Frequentemente um ácido graxo é saturado e outro insaturado. As fosfatidilcolinas (como a lecitina) são os fosfolipídeos mais comuns nos tecidos. Os fosfatídeos são encontrados em membranas celulares, cérebro, tecido nervoso e fígado. Estão presentes nas gemas de ovos, na medula óssea e em sementes de vegetais.
Os fosfatídeos constituídos por uma molécula de glicerol, duas cadeias de ácidos graxos (uma saturada e uma insaturada), um grupo fosfato e uma molécula polar ligada a ele são chamados mais especificamente de fosfolipídios.
Os fosfatídeos também incluem um tipo de fosfoglicerídeo no qual um radical nitrogenado forma outro éster num terminal livre do fosfato. Este radical pode ser originário de aminoálcoois como a colina ou a etanolamina. Os fosfatídeos resultantes são chamados, respectivamente fosfatidilcolina (a lecitina) ou fosfatidiletanolamina (a cefalina).
Os fosfatídeos são ésteres de glicerol que, após hidrólise, resultam em glicerol, ácido fosfórico e um álcool, como a colina, a serina, a etanolamina, o glicerol e o inositol. Em várias das fontes naturais de lecitina, os álcoois mais abundantes são aminoálcoois que, junto com o ácido fosfórico, resultam num zwitterion que atribui à lecitina seu caráter anfótero com carga negativa sobre a fração molecular fosfato e positiva sobre o nitrogênio (quaternário). Assim, os fosfatídeos são ésteres com propriedades tensoativas, estando sua "cauda" apolar (hidrófoba) nos resíduos de ácidos graxos e a parte polar (hidrofílica) na porção éster fosfórico.

Estrutura de um fosfoglicérido; o X representa o álcool ou aminoálcool que é esterificado com o grupo fosfato; o restante representa o ácido fosfatídico.

O Ácido fosfatídico é um lípido que compreende um glicerol com três grupos hidróxilo esterificados, dois deles de ácidos graxos (um saturado e um insaturado) e o terceiro por um grupo fosfato. O grupo fosfato é esterificado por sua vez com um álcool ou um aminoálcool (X na figura ao lado).
Os ácidos fosfatídicos são os mais simples diacil-glicerofosfolípidos.